# Фор Меджик
4 Magic (Фор Меджик) е българска момичешка поп група, победител в петия сезон на X factor България.
Елия, Никол, Валентина и Елеонора са родени в Пловдив. Освен поп музика изпълняват и българска народна музика.
Групата е създадена през 2014 г. Името 4 Magic е измислено специално за X Factor, като преди това се наричат Квартет „Магия“. Те са първата група, която стига до финал и печели X Factor Bulgaria.
През февруари 2018 г. излиза първата им песен Together (Vecherai, Rado), която е смесица между съвременна и българска народна музика. Песента е записана в Румъния и е продуцирана от румънския продуцент Monoir, а клипът към нея е заснет в Пловдив.
През декември 2018 г. излиза втората им песен „Колко ми липсваш“. Текстовете и на двете песни са написани от 4 Magic.
На 31 октомври 2019 г. е премиерата на третата им песен „Вселена“. Тя излиза на 7 ноември 2019 г., докато на 24 януари 2020 г. е премиерата на английската версия на песента – Dancing With The Satellites.
| Премиера         | Песен                       | Режисьор           | Албум                                   |
| ---------------- | --------------------------- | ------------------ | --------------------------------------- |
| 23 февруари 2018 | Together (Vecherai, Rado)   | Николай Шопов      | Самостоятелен сингъл                    |
| 20 декември 2018 | Колко ми липсваш            | Кирил Киров – Кико | Самостоятелен сингъл                    |
| 7 ноември 2019   | Вселена                     | Павлин Николов     | Самостоятелен сингъл                    |
| 24 януари 2020   | Dancing with the Satellites | Павлин Николов     | Самостоятелен сингъл (английска версия) |
| 3 април 2020     | Вселена (HDSe7eN Remix)     | Павлин Николов     | Самостоятелен сингъл (ремикс)           |
| 10 юли 2020      | XO XO                       | Павлин Николов     | Самостоятелен сингъл                    |
| 11 декември 2020 | Дай ми                      |                    | Самостоятелен сингъл                    |
| 19 февруари 2021 | U Got Me                    |                    | Самостоятелен сингъл (английска версия) |